# Хомолка, Карла
Карла Линн Хомолка (англ. Karla Leanne Homolka; род. 4 мая 1970, Порт-Кредит, Онтарио) — канадская серийная убийца, также известная под именами Карла Линн Тил (англ. Karla Leanne Teale) и Линн Борделе (англ. Leanne Bordelais).
Карла и её муж, а также соучастник преступлений, Пол Бернардо, были арестованы в 1993 году. В 1995 году Бернардо был признан виновным в убийстве двух девочек-подростков Лесли Махаффи и Кристен Френч  и получил максимально возможную меру наказания в Канаде — пожизненное заключение. Хомолка же заявила следователям, что её муж неоднократно применял к ней насилие, и она являлась невольным соучастником его преступлений. В результате она заключила сделку с прокуратурой на смягчение приговора до 12 лет тюремного заключения в обмен на добровольное признание вины в непредумышленных убийствах. Впоследствии исследование видеозаписей преступлений показало, что она была гораздо более активным их соучастником.
Хомолка была освобождена в 2005 году, переехала в провинцию Квебек, снова вышла замуж и родила сына. В 2007 году канадская пресса сообщила, что Карла вместе с мужем и ребёнком теперь живёт на Антильских островах, изменив своё имя на Линн Тилл. Однако позже, в 2012 году, журналистка Пола Тодд заявила, что обнаружила Карлу в Гваделупе, живущей под именем Карлы Борделе вместе с мужем и тремя детьми.

## Ранние годы
Карла была старшей из трёх дочерей в семье Карела и Дороти Хомолки. Её сестёр звали Лори (р. 1971) и Тэмми (1975—1990). Карла училась в школе сэра Уинстона Черчилля (Sir Winston Churchill Secondary School) и неполный рабочий день работала в зоомагазине в близлежащем торговом центре. Она познакомилась с Полом Бернардо в октябре 1987 года.

## Преступления

### Тэмми
Летом 1990 года ими было совершено первое преступление. Пол регулярно третировал Карлу за то, что на момент их встречи она уже не была девственницей. Он внушил ей, что она должна расплатиться за это невинностью своей младшей сестры — 15-летней Тэмми. Карла согласилась на это. 24 декабря 1990 года, всего за две недели до 16-го дня рождения Тэмми, Карла подсыпала сестре галотан — анестетик, украденный из ветеринарной клиники, где она работала. Когда Тэмми потеряла сознание, Карла наблюдала, как Пол её насиловал. Вскоре у Тэмми началась рвота, и она начала захлёбываться. Медицинских познаний Карлы не хватило на то, чтобы её спасти, и девушка умерла. Позже смерть была списана на несчастный случай.

### Лесли Махаффи
15 июня 1991 года, за две недели до свадьбы, Бернардо увидел Лесли Махаффи, которая стояла у двери своего дома в Берлингтоне. Лесли сказала своим родителям, что съездит попрощаться со своим погибшим в автомобильной аварии другом и будет дома к 23:00. Она поболтала с Бернардо и подошла к его машине, Бернардо насильно посадил её в машину и увез к себе домой за 53 км, где он и Хомолка держали девушку в заложниках 24 часа, неоднократно насилуя её. Они сняли процесс на видеокамеру, в том числе сцену, где Хомолка позировала в разнообразных нарядах, прежде чем начали насиловать Лесли. В конце концов, они убили её.
Позднее Хомолка утверждала, что Бернардо задушил Махаффи электрическим шнуром. Бернардо же заявил, что она умерла, когда его не было в комнате, и что Хомолка убила Махаффи передозировкой хальциона. Они положили тело в подвале, а Пол расчленил жертву циркулярной пилой, залил куски цементным раствором и сбросил в озеро Гибсон. Позже её труп был обнаружен местными жителями.

### Кристен Френч
16 апреля 1992-го Хомолка и Бернардо прибыли к церкви Сент-Катаринес и заговорили с Кристен Френч. Хомолка вышла из автомобиля с картой, делая вид, что они с супругом заблудились, и попросила помощи у Френч. После этого Бернардо, угрожая ножом, затащил девушку в машину. Несколько свидетелей произошедшего на тот момент просто не понимали сути происходящего.
Хомолка и Бернардо привезли Френч в порт Далхаузи, где три дня мучили, избивали и насиловали её. Позже Бернардо утверждал, что Хомолка стукнула Френч деревянным молотком, когда та попыталась убежать, а после обмотала петлю вокруг её шеи и прикрепила к сундуку.

## Суд
27 декабря 1992 года Бернардо избил Хомолку фонариком. Он наносил удары по её голове, лицу, а также по конечностям. Сама Хомолка объяснила тогда свои травмы тем, что она попала в автомобильную аварию и уже 4 января 1993 года она вернулась на работу. Её коллеги, не поверив словам Карлы, позвонили её родителям, которые на следующий день забрали Хомолку из дома и отвезли ту в больницу, где полученные ей травмы были задокументированы. Хомолка подала заявление в Региональную полицейскую службу Ниагары, заявив, что её избил супруг. Бернардо был арестован, но позже его освободили под подписку о невыезде. Пол предпринял попытку совершить самоубийство, но друг, нашедший предсмертную записку Бернардо, предотвратил его. Хомолка же после этого судебного процесса переехала к родственникам в Брамптон.
К декабрю 1992 года у полицейских уже было несколько доносов на Пола и даже образцы его ДНК, взятые в ходе расследования преступлений насильника из Скарборо, но исследование образцов затягивалось, а доносы оставались без внимания. Однако факт избиения Хомолки мужем подтолкнул полицию к расследованию их личной жизни. Таким образом, следователями было обнаружено, что ДНК Пола Бернардо совпадает с ДНК разыскиваемого ими сексуального маньяка. В доме супругов был проведён обыск, в ходе которого были обнаружены видеокассеты с записями сцен изнасилования.
Несмотря на то, что были обнаружены веские доказательства вины в преступлениях не только Бернандо, но и Хомолки, той было предложено дать показания против мужа в обмен на двенадцатилетний тюремный срок. Интересы Хомолки в суде защищал Джордж Уолкер, благодарный ей за то, что она ухаживала за его больной собакой. Он убедил обвинение пойти на сделку, дабы получить полную картину преступлений, а присяжных же в том, что Хомолка была лишь несчастной запуганной жертвой мужа-садиста. Суд вынес решение в пользу Карлы, сделка была заключена. Позже полицейскими были обнаружены новые кассеты, на которых Карла вела себя уже не как жертва, но как полноценная соучастница преступления.

## Жизнь после освобождения из тюрьмы
В июле 2005 года СМИ сообщили, что Хомолка переехала на остров Монреаль.
30 ноября 2005 года Высший суд провинции Квебек в лице судьи Джеймса Брантон снял все ограничения, наложенные на Хомолку, объявив о недостаточности оснований для их продолжения.
6 декабря 2005 года Апелляционный суд Квебека поддержал решение Брантона. Департамент юстиции Квебека решил в итоге не передавать дело в Верховный суд, несмотря на призывы Онтарио.
В 2012 году журналистка Пола Тодд сообщила, что Хомолка в данный момент проживает в Гваделупе, под именем Карла Борделе с мужем и тремя детьми.
В 2017 году устроилась работать в школу.